# Glory by Honor XIII
Glory By Honor XIII est une manifestation de catch produit par la Ring of Honor (ROH), qui fut disponible uniquement en ligne. Le PPV se déroula le 15 novembre 2014 au San Antonio Shrine Auditorium à San Antonio, au Texas. Ce fut le 13e Glory By Honor de l'histoire de la ROH.

## Contexte
Les spectacles de la Ring of Honor en paiement à la séance sont constitués de matchs aux résultats prédéterminés par les scénaristes de la ROH. Ces rencontres sont justifiées par des storylines - une rivalité avec un catcheur, la plupart du temps - ou par des qualifications survenues au cours de shows précédant l'évènement. Tous les catcheurs possèdent un gimmick, c'est-à-dire qu'ils incarnent un personnage face (gentil) ou heel (méchant), qui évolue au fil des rencontres. Un pay-per-view comme Glory by Honor est donc un événement tournant pour les différentes storylines en cours.

### Jay Lethal vs. R.D. Evans

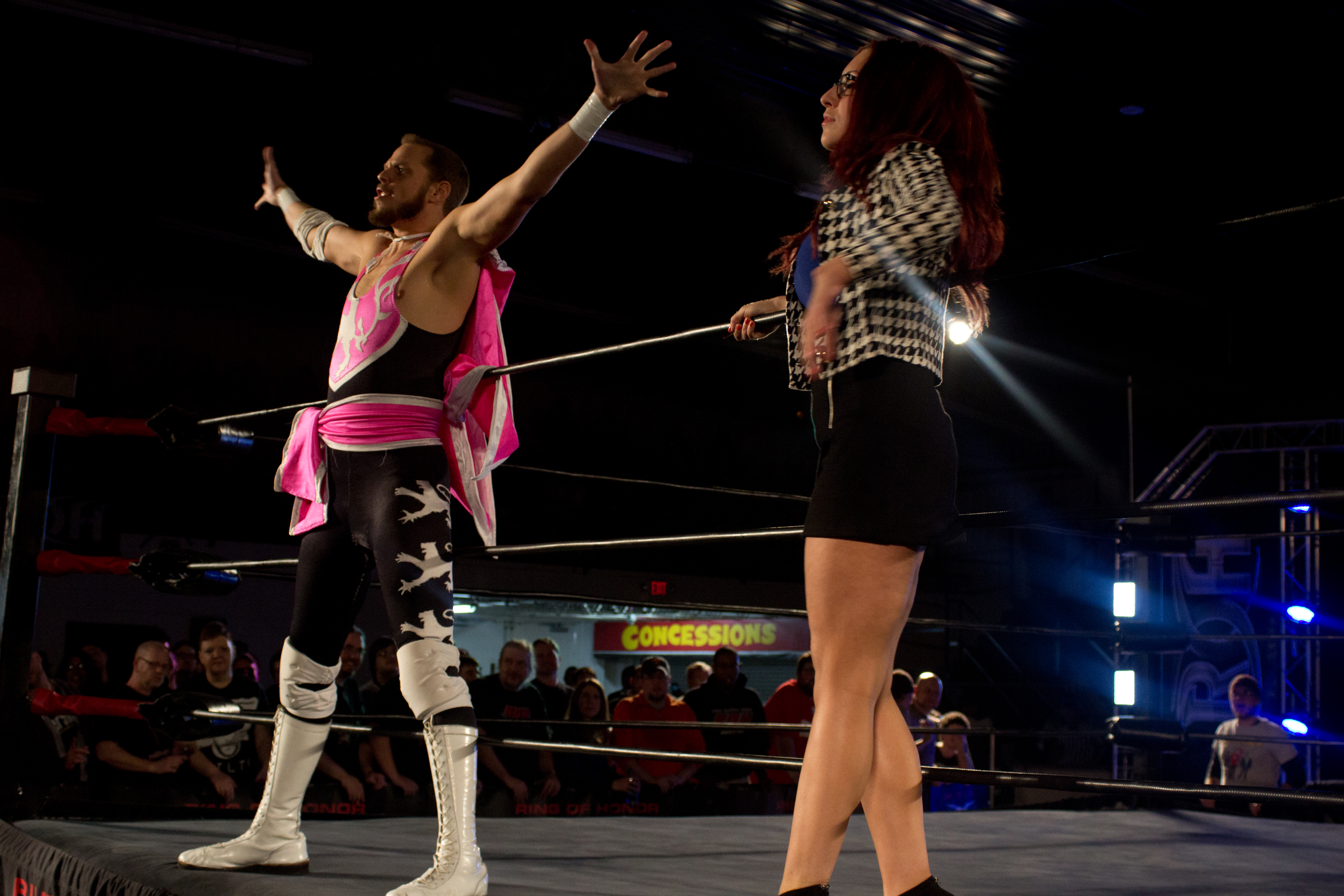
R.D. Evans affrontera Jay Lethal où #TheNewStreak et le titre de la télévision seront en jeu.

R.D. Evans enchaîne les victoires depuis des mois et détient une série d'invincibilité de 167 matchs consécutifs, alors que le record incontesté dans le monde du catch s'élève à 173 victoires, lui donnant ainsi une opportunité pour le ROH World Television Championship. Jay Lethal remet son titre en jeu contre la #TheNewStreak de R.D. Evans.

### Jay Briscoe vs. ACH
Le 11 octobre, ACH participe au match Champions vs. All-Stars et élimine deux membres de l'équipe de champions (Jay Lethal et Bobby Fish) avant de se faire éliminer en dernier par le champion Jay Briscoe. Quelques jours plus tard, il est annoncé comme étant le challenger pour le titre mondial. Le 25 octobre, ACH ne parvient pas à ravir des mains de Jay Lethal le ROH World Television Championship.

## Résultats
| #                                                                | Matchs, | Stipulation                                               | Durée |
| ---------------------------------------------------------------- | --- | --------------------------------------------------------- | ----- |
| Dark                                                             | J. Diesel bat Shane Taylor                                                                                         | Match simple                                              |       |
| 1                                                                | Tommaso Ciampa bat The Romantic Touch                                                                              | Match simple                                              | 8:17  |
| 2                                                                | Hanson (avec Raymond Rowe) bat Mark Briscoe, B.J. Whitmer (avec Adam Page) et Moose                                | Four Corners Survival                                     | 14:04 |
| 3                                                                | Frankie Kazarian bat Roderick Strong (avec B.J. Whitmer & Adam Page)                                               | Match simple                                              | 15:11 |
| 4                                                                | reDRagon (Kyle O'Reilly & Bobby Fish) (c) battent The Kingdom (Michael Bennett & Matt Taven) (avec Maria Kanellis) | Match par équipe pour les ROH World Tag Team Championship | 16:27 |
| 5                                                                | Will Ferrara (en) bat Adam Page (avec B.J. Whitmer)                                                                | Match simple                                              | 7:41  |
| 6                                                                | Jay Lethal (avec Truth Martini) (c) bat R.D. Evans (avec Veda Scott (en))                                          | Match simple pour le ROH World Television Championship    | 20:42 |
| 7                                                                | Adam Cole bat Christopher Daniels (avec Frankie Kazarian)                                                          | Match simple                                              | 25:17 |
| 8                                                                | Jay Briscoe (c) bat ACH                                                                                            | Match simple pour le ROH World Championship               | 18:46 |
| (c) désigne le(s) champion(s) défendant son titre dans le match. | |                                                           |       |